# 벨레뷰 병원

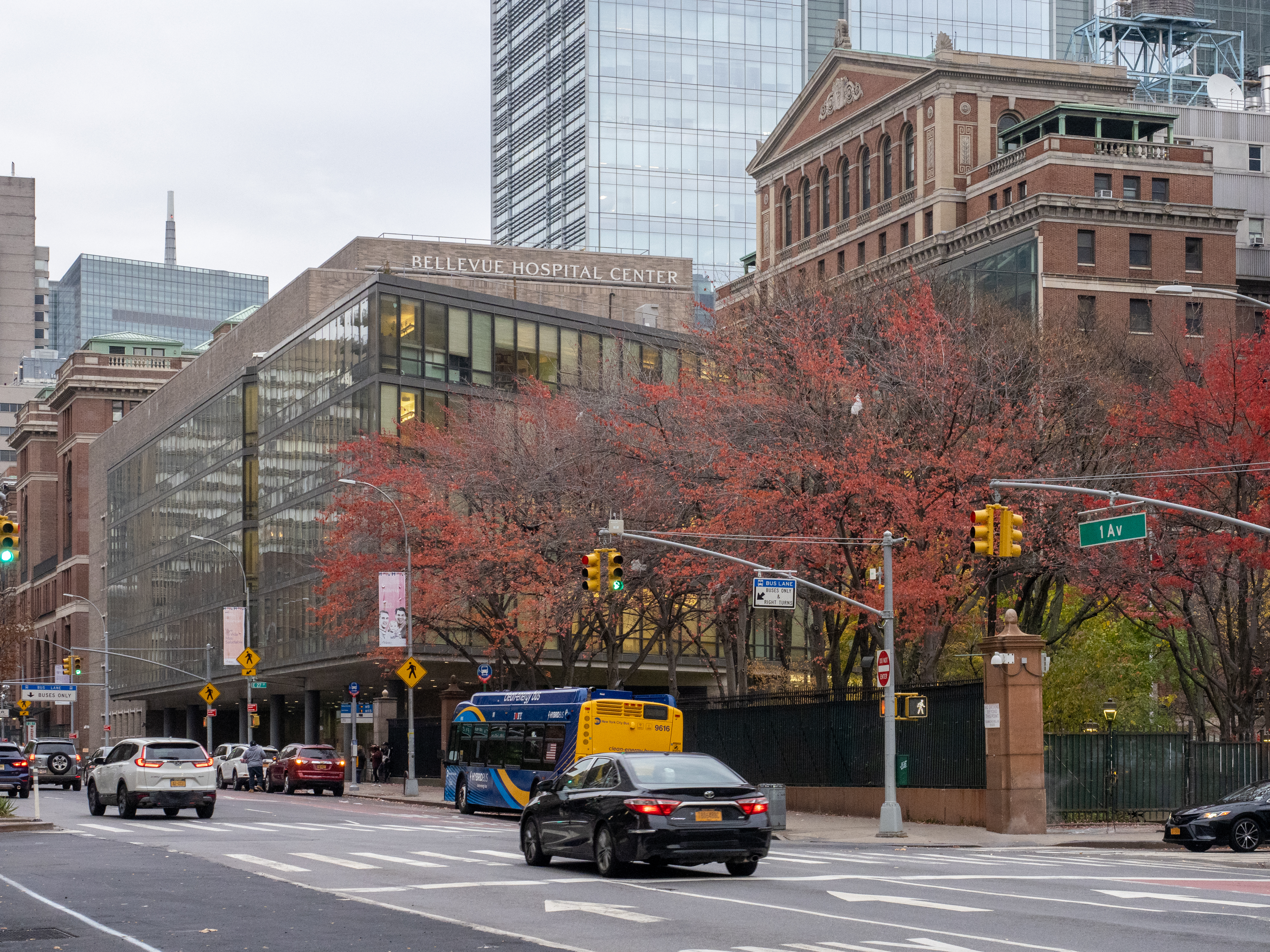

벨레뷰 병원은 뉴욕의 공립 병원이다. 미국 역사상 가장 오래된 공립 병원이다.

## 역사
근대적 의미에서 가장 오래된 종합병원은 뉴욕의 벨레뷰 병원인데 조선 영조 12년인 1736년에 설립됐다. 한국에서는 갑신정변 후 고종 22년인 1885년에 제중원이 세워졌다. 단순계산으로도 150년이 뒤졌다.
병상 수 기준으로 미국에서 가장 큰 병원 중 하나이다. 8444석의 병상이 있다. 한국과 비교하면, 서울아산병원의 병상수는 2806개로 전국에서 가장 많다. 상위 5위권 병원인 연세대세브란스병원(2165개), 삼성서울병원(2072개), 서울대병원(1862개), 가톨릭대서울성모병원(1354개)에 비해 압도적이다.
외래, 전문 및 전문 간호뿐만 아니라 응급 및 입원 환자 서비스를 포함한 포괄적인 의료 서비스를 제공한다. 25층짜리 환자 치료 시설이 있으며 주치의 1,200 명, 약 5,500 명의 직원이 일한다.
보험 상태나 지불 능력에 관계없이 응급을 우선시 치료하는 안전망 병원이며, 매년 50만 건 이상의 환자를 치료한다.
2014년 U.S. 뉴스 & 월드 리포트 순위에서, 뉴욕 메트로 지역에서 전체적으로 40위, 뉴욕시에서는 29위를 차지했다. 벨레뷰는 풀 서비스 병원이지만 한때 정신병 집중 치료 시설로 유명했다. "벨레뷰"라는 이름은 정신 병원의 경멸적인 속어가 되었다.

## 드라마
넷플릭스 뉴 암스테르담 (드라마)의 뉴 암스테르담 병원의 실제 모델이 벨레뷰 병원이다.